# Кейла Беррон
Кейла Джейн Сакс Беррон (англ. Kayla Jane Sax Barron; народ. 19 вересня 1987, Покателло, штат Айдахо, США) — офіцер ВМС США, інженер і астронавт НАСА.

## Біографія
Беррон народилася 19 вересня 1987 року в Покателло (штат Айдахо) у родині Лаури та Скотта Сакс. Її сім'я переїхала до Річленду (штат Вашингтон), де вона закінчила середню школу в 2006 році. Після школи Беррон вступила до Військово-морської академії США, яку закінчила в 2010 році зі ступенем бакалавра в галузі системної інженерії.
Під час навчання у Військово-морській академії Беррон була членом команд із бігу з пересіченої місцевості та легкої атлетики. Після її закінчення Беррон вступила до коледжу Пітерхаус зі стипендії Gates Cambridge Scholarship, де отримала ступінь магістра в галузі ядерної інженерії.

### Військова кар'єра
На службі у ВМС США з 2010 року. З 2011 року проходила підготовку як офіцер-підводник в Чарлстоні (штат Південна Кароліна). З 2013 року служила офіцером на підводному човні USS Maine класу Ohio, брала участь у трьох походах за програмою стратегічного стримування. На момент зарахування до загону астронавтів служила ад'ютантом начальника (англ. Flag Aide to the Superintendent) Військово-морської академії.

### Кар'єра НАСА
7 червня 2017 року була зарахована до загону астронавтів НАСА у складі 22-го набору НАСА (англ. NASA Astronaut Group 22) як кандидат в астронавти. З 18 серпня 2017 року у Космічному центрі ім. Джонсона в Х'юстоні (штат Техас), приступила до проходження курсу базової загальнокосмічної підготовки. 10 січня 2020 року на урочистій церемонії у Космічному центрі ім. Джонсона їй було присвоєно кваліфікацію астронавт.
9 грудня 2020 року на засіданні Національної ради з космосу США було оголошено про її включення до групи астронавтів для підготовки до пілотованих місячних експедицій у рамках програми «Артеміда» (англ. Artemis Team).
26 квітня 2021 року в її біографії на сайті НАСА виявилася інформація, що вона проходить підготовку до польоту у складі екіпажу корабля Crew Dragon, політ якого за програмою Crew-3 запланований на 23 жовтня 2021 року. Проте вже 6 травня 2021 року цю інформацію видалили з її офіційної біографії.
17 травня 2021 року в пресрелізі НАСА 21-066 офіційно оголошено про призначення фахівцем польоту в екіпаж корабля Crew Dragon за програмою Crew-3.
Військове звання: Лейтенант-коммандер ВМС США (2017).

### Космічні польоти
З 11 листопада 2021 року бере участь у космічній місії SpaceX Crew-3 на МКС у складі експедиції 66 та 67. 2 грудня 2021 року здійснила перший вихід у відкритий космос (разом із Томасом Машберном) тривалістю 6 год. 32 хв.

## Особисте життя
Беррон одружена з Томом Берроном, офіцером сил спеціальних операцій армії США. Їй подобається ходити в походи, займатися альпінізмом, бігати та читати.

## Нагороди
Нагороджена Похвальними медалями за службу у ВМС (англ. Navy Commendation Medal) та за службу в Корпусі морської піхоти (англ. Marine Corps Commendation Medal), медалями «За досягнення» ВМС (англ. Navy Corps Achievement Medal) та КМП (англ. Marine Corps Achievement Medal).